# Literatura juvenil
Literatura juvenil és aquella especialment adreçada a lectors que viuen la seva joventut, si bé no exclusivament. Aquest concepte va sovint unit al de literatura infantil, anunciant-se com literatura infantil i juvenil, tot i que guarden algunes característiques diferenciadores. A aquest tipus de literatura se li ha volgut donar tradicionalment unes funcions tant d'entreteniment, com de didàctica i de formació de l'hàbit lector.
Els temes tractats en la literatura juvenil no difereixen en molt dels de la literatura d'adults (amor, tragèdia, guerra, etc.) si bé se'ls dona un tractament força més lineal tant a aquests com als personatges, sent aquests últims de poca variabilitat psicològica. Aquesta interiorització es minimitza donant major importància a l'acció que a la caracterització psicològica dels personatges. Així mateix, els personatges solen ser creats perquè el públic lector pugui identificar-se amb ells, especialment els protagonistes. No obstant això, alguns autors han assenyalat que aquesta literatura, pel seu caràcter d'experiència i la influència que té en els lectors, ha de triar amb cura els seus temes. Se sol assenyalar com a tema genèric la recerca d'identitat del protagonista, alhora que la identificació del lector amb ell.
El vocabulari d'aquest tipus de literatura és ampli, i sol defugir de paraules allunyades de l'ús quotidià, així com de recursos literaris difícils. Aquest lèxic adequat pot, a més, incidir en el seu aspecte més didàctic en la formació del vocabulari del lector. Sovint les editorials divideixen les seves col·leccions de literatura juvenil per edats, atès a aquest factor. L'objectiu de la literatura juvenil és l'escapisme, la gratificació instantània, la nostàlgia i passar l'estona.